# 新闸桥
新闸桥是一座跨越中國上海市蘇州河的橋樑，长60.35米。該橋北連靜安區的大統路，南連黃浦區的新桥路。新閘橋东面曾經有一座被叫作新闸的吴淞江水闸，所以得名新闸桥。
1803年，人們在吴淞江新闸附近建了一座浮橋。咸豐年間，外國人將浮橋改建為铁索木板桥。1897年铁索木板桥改建為西式平木橋。1910年，平木橋破裂，已無法通行，該橋暫時關閉。1913年，平木橋被拆除。1916年，鋼桁架桥建成。起初汽车可以從橋上開過。1927年大修后禁止机动车通行。